# Марсийак-Валлон
Марсийа́к-Валло́н (фр. Marcillac-Vallon, окс. Marcilhac) — коммуна во Франции, находится в регионе Окситания. Департамент — Аверон. Административный центр кантона Марсийак-Валлон. Округ коммуны — Родез.
Код INSEE коммуны — 12138.
Коммуна расположена приблизительно в 490 км к югу от Парижа, в 130 км северо-восточнее Тулузы, в 17 км к северо-западу от Родеза.

## Население
Население коммуны на 2008 год составляло 1680 человек.
| 1962 | 1968 | 1975 | 1982 | 1990 | 1999 | 2008 |
| ---- | ---- | ---- | ---- | ---- | ---- | ---- |
| 1184 | 1370 | 1493 | 1564 | 1485 | 1532 | 1680 |

## Экономика
В 2007 году среди 917 человек в трудоспособном возрасте (15—64 лет) 696 были экономически активными, 221 — неактивными (показатель активности — 75,9 %, в 1999 году было 74,2 %). Из 696 активных работали 654 человека (340 мужчин и 314 женщин), безработных было 42 (16 мужчин и 26 женщин). Среди 221 неактивных 63 человека были учениками или студентами, 105 — пенсионерами, 53 были неактивными по другим причинам.

## Достопримечательности
- Усадьба Кюрланд (XV—XVI века). Памятник истории с 2001 года[3]
- Часовня Нотр-Дам-де-Фонкурьё (XII век). Памятник истории с 1988 года[4]

## Фотогалерея
- Марсийак-Валлон
- Въезд в Марсийак
- Церковь Сен-Марсьяль
- Карта коммуны